# Tetracicline

Struttura base delle tetracicline

Le tetracicline sono un vasto gruppo di farmaci antibatterici inibitori della sintesi proteica. Efficaci contro i batteri Gram-positivi, Gram-negativi aerobi e anaerobi, contro brucelle e diarree causate da Escherichia coli. Inoltre, esse sono attive nei confronti di alcuni microorganismi resistenti agli antibiotici che agiscono sulla parete cellulare batterica, quali le rickettsie, le clamidie, i micoplasmi e i fitoplasmi.

## Storia
La storia di questi antibiotici si apre nel 1947-48 con la scoperta della clortetraciclina (Aureomicina) in colture di Streptomyces aureofaciens. 
È del 1950 la scoperta della ossitetraciclina (Terramicina), isolata dallo Streptomyces rimosus. 
Il terzo esponente degli antibiotici tetraciclinici naturali fu preparato originariamente per via chimica: si tratta della tetraciclina stessa, considerata come il prototipo di questi antibiotici, ottenuta per idrogenolisi catalitica della clortetraciclina. In seguito la tetraciclina è stata isolata anche da uno streptomicete proveniente da un campione di terreno texano; non solo, ma si accertò che anche lo Streptomyces aureofaciens, normale produttore di clortetraciclina, in opportune condizioni può elaborare come antibiotico principale la tetraciclina al posto di quest'ultima. 
La demeclociclina o demetilclortetraciclina è il prodotto di un ceppo mutante di Streptomyces aureofaciens; la metaciclina, la doxiciclina, la minociclina, la rolitetraciclina e la limeciclina sono tutti derivati semisintetici. 
La clortetraciclina, la metaciclina, l'ossitetraciclina, la demeclociclina e la tetraciclina, con i due sottocomposti rolitetraciclina e limeciclina, sono definite tetracicline di prima generazione, mentre dossiciclina e minociclina sono dette di seconda generazione.

## Chimica
Le tetracicline sono strutturalmente rappresentate da un nucleo di base lineare tetraciclico fuso (anelli A, B, C e D) con diversi gruppi funzionali a esso attaccati. La tetraciclina più semplice che mostra attività antibatterica è la 6-desossi-6-demetiltetraciclina (sanciclina) per cui tale struttura può essere considerata come il minimo farmacoforo.
Le tetracicline sono poco solubili in acqua; hanno carattere anfotero; a pH acido tendono a epimerizzare e a degradarsi, con formazione di composti inattivi (anidrotetracicline); a pH basico si formano le isotetracicline attraverso la rottura dell'anello con la formazione di un eterociclo; assunte in massicce quantità rendono luminescenti le ossa se esposte ai raggi UV.
Caratteristiche importanti per l'attività antibatterica delle tetracicline, sono sicuramente il mantenimento del nucleo di base, il gruppo dimetilamino in posizione 4 e la conservazione del sistema cheto enolico (posizioni 11,12 e 12 a) in prossimità dell'anello fenolico D.
Le tetracicline sono forti agenti chelanti e sia le loro proprietà antibatteriche sia quelle farmacocinetiche sono influenzate dalla capacità di chelare ioni metallici. I siti chelanti includono il sistema β-dichetone (posizioni 11 e 12), il sistema enolico (posizioni 1 e 3) e carbossiamidico dell'anello A.
Anche le recenti glicilcicline, (come altri derivati tetraciclinici), formano complessi con cationi bivalenti.
La sostituzione del gruppo carbossiamidico in C-2, con altri gruppi porta generalmente alla formazione di analoghi con inferiore attività antibatterica, probabilmente perché vi è uno scarso accumulo di queste molecole da parte dei batteri.
Tuttavia, l'aggiunta di sostituenti all'azoto amidico può conferire una certa idrosolubilità, come nel caso della rolitetraciclina e limeciclina. Coerentemente con queste osservazioni, sostituzioni nelle posizioni 1, 3, 4a, 10, 11 o 12 sono sicuramente dannose per l'attività antibatterica. Tuttavia, altre sostituzioni in diverse posizioni sugli anelli B, C e D sono tollerate.
Per rendere le tetracicline una classe di composti ad ampio spettro, durante gli anni novanta è stata intrapresa una ricerca sistematica per scoprire nuovi analoghi che potessero essere attivi nei confronti degli organismi resistenti alle vecchie tetracicline, mantenendo nel contempo attività contro gli organismi tetraciclina-sensibili.
Il risultato della ricerca è rappresentato dalle 9-gliciniltetracicline (glicilcicline). Il tentativo di introdurre sostituenti in posizione 9 della molecola come 9-nitro, 9-amino, 9-idrossi, ha condotto ad analoghi caratterizzati da scarsa attività antibatterica. Inoltre, si notò che i 9-acilamido derivati della minociclina esibivano un'attività antibatterica simile a quella delle prime tetracicline ma erano privi di attività verso gli organismi resistenti.
Tuttavia, si osservò che quando il gruppo acilico veniva modificato in modo tale da includere una N,N-dialchilamina come per esempio nella 6-demetil-6-desossitetraciclina e come nei derivati della minociclina, non solo era preservata l'attività antibatterica quanto i composti divenivano attivi contro i batteri contenenti i geni Tet responsabili dell'efflusso delle prime tetracicline (Tet(A)-Tet(D)-Tet(K)) e della protezione ribosomiale (Tet(M)).
L'efflusso infatti, è il meccanismo fondamentale alla base della resistenza alle tetracicline, e consiste nel ridurre attivamente la concentrazione dell'antibiotico all'interno della cellula batterica attraverso la membrana citoplasmatica, grazie alla sintesi inducibile di una proteina di membrana (Tet) codificata da geni collocati su plasmidi o su trasposoni.
Questi dati suggeriscono quindi, che per ottenere una tale attività nelle tetracicline sarebbe necessaria una sostituzione in posizione 9 della molecola con un gruppo N-alchil glicilamidico.

## Farmacodinamica
Le tetracicline inibiscono la sintesi proteica dei batteri legandosi alla subunità 30S del ribosoma batterico in modo tale da impedire l'accesso dell'aminoacil-tRNA al sito accettore (A), presente nel complesso mRNA-ribosoma: l'RNA messaggero (mRNA) si lega alla subunità 30S dell'RNA ribosomiale batterico. Il sito P (peptidilico) della subunità 50S dell'RNA ribosomiale contiene la catena polipeptidica nascente; in condizioni normali l'aminoacil-tRNA, che lega l'aminoacido che deve essere aggiunto alla catena, raggiunge il sito A e qui si lega mediante interazione tra le basi appaiate complementari presenti nella sequenza anticodone del tRNA e nella sequenza codon dell'mRNA; le tetracicline bloccano fisicamente il legame del tRNA al sito accettore (A).
Le tetracicline attraversano la membrana esterna dei batteri gram-negativi per diffusione passiva, attraverso i canali idrofili OmpF e OmpC formati dalle porine della membrana esterna, sotto forma di complessi di coordinazione con cationi metallici (probabilmente magnesio) e, la membrana citoplasmatica interna mediante trasporto attivo.
Il complesso antibiotico-catione metallico attratto, mediante il potenziale di membrana, attraverso la membrana esterna, si accumula nel periplasma dove in seguito si dissocia liberando tetraciclina non carica, una molecola debolmente lipofila in grado di attraversare il doppio strato lipidico della membrana citoplasmatica.
Allo stesso modo, si suppone che la forma lipofila, elettricamente neutra, sia anche quella in grado di passare attraverso la membrana citoplasmatica dei batteri gram-positivi.
Il passaggio di questi farmaci attraverso la membrana citoplasmatica richiede un sistema di trasporto energia-dipendente. Nel citoplasma, le tetracicline si presentano sotto forma di chelati poiché il pH interno e le concentrazioni dello ione metallico bivalente sono più alte rispetto a quelle presenti all'esterno della cellula.
Infatti, con molta probabilità, il principio attivo che lega il ribosoma è un complesso magnesio-tetraciclina.
L'associazione delle tetracicline con il ribosoma è reversibile e ciò spiega gli effetti batteriostatici di questi antibiotici.
Diversi studi hanno messo in evidenza la presenza di un sito ad alta affinità per le tetracicline localizzato a livello della subunità ribosomiale 30S e mediante studi di fotoaffinità e footprinting si è constatato che la proteina S7 e le basi G693, A892, U1052, C1054, G1300 e G1338 di rRNA 16S contribuiscono a formare la tasca di legame. Tuttavia, Schnappinger e Hillen, hanno puntualizzato che tali siti possono non riflettere necessariamente l'attuale sito di legame.
In verità, l'interpretazione degli studi è complicata dall'osservazione che il sito di legame delle tetracicline al ribosoma (che misura approssimativamente 8-12 Å) sembra causare modificazioni strutturali nell'rRNA 16S. Tuttavia, poiché la resistenza dei propionibatteri, batteri gram-positivi che fermentano i carboidrati con produzione di acido propionico e acetico, alle tetracicline coinvolge una mutazione citosina-guanina in posizione 1058 nell'rRNA 16S, si potrebbe pensare che le basi vicine U1052 e C1054, identificate con la tecnica del footprinting, abbiano un significato funzionale nel legame delle tetracicline alla subunità 30S.
L'assenza di un'attività antieucariotica, testimonia le proprietà antimicrobiche selettive delle tetracicline. A livello molecolare, ciò deriva dalla relativamente debole inibizione della sintesi proteica supportata dai ribosomi 80S e dallo scarso accumulo degli antibiotici nelle cellule di mammifero. In ogni caso, le tetracicline inibiscono la sintesi proteica nei mitocondri per la presenza in questi organelli dei ribosomi 70S. L'attività antiparassitaria delle tetracicline, infatti, è in alcuni casi spiegata dalla presenza, in taluni organismi (per es. P. falciparum), dei mitocondri. Tuttavia, esistono altri tipi di protozoi senza mitocondri,  che rimangono sensibili alle tetracicline.

### Interazioni strutturali
La formazione di complessi tra le tetracicline e ioni metallici è oggetto di studio da parte dei ricercatori.
È stato osservato come l'interazione delle tetracicline con ioni Cu(II), possa danneggiare significativamente il DNA.
L'interazione delle tetracicline con il DNA risulta in un'alchilazione nelle posizioni N-7 e N-3 delle basi di adenina e guanina e causa destabilizzazione della struttura secondaria del DNA.  Si poté constatare, quindi, che il danno indotto al DNA dal complesso tetraciclina-Cu(II) era sicuramente dovuto al legame delle tetracicline e del rame al DNA, al trasferimento del gruppo metilico dalle tetracicline alle basi azotate e alla generazione di radicali liberi in prossimità del DNA a causa della fotosensibilizzazione indotta dalle tetracicline.
Studi rilevanti sono stati condotti anche, sui siti di legame delle tetracicline presenti sulla subunità ribosomiale 30S, interazione che è alla base, come si è detto, del loro meccanismo d'azione.
La piccola subunità ribosomiale (30S nei procarioti), è responsabile della codificazione dell'informazione genetica. Essa, infatti, gioca un ruolo centrale nella formazione del complesso d'inizio, che richiede la sua interazione con l'mRNA, il tRNA e i fattori d'inizio, discrimina tra le molecole di aminoacil tRNA, garantendo così una certa accuratezza traduzionale ed è un target naturale per i ligandi che inibiscono la sintesi proteica come per l'appunto antibiotici e tossine.
Come si sa, le tetracicline inibiscono la sintesi proteica interferendo con il legame dell'aminoacil tRNA al sito-A della subunità 30S.
Mediante cristallografia a raggi-X è stata analizzata la struttura del complesso formato dalla subunità ribosomiale 30S di Thermus thermophilus con la tetraciclina.
Sono stati identificati sei siti (Tet) di legame delle tetracicline sulla subunità ribosomiale 30S, con un range occupazionale da 1 a 0.41.
Si è visto che Tet-1, il sito con la più elevata occupazione, è localizzato tra il solco minore distorto di H34 e il loop di H31, vicino al sito-A dove l'aminoacil tRNA si attaccava alla subunità 30S. Gli altri cinque siti sono stati identificati in diverse posizioni.
- Tet-1 interagisce con lo scheletro zucchero-fosfato di H34; questa interazione sembra essere supportata dallo ione Mg2+. Il sito di legame Tet-1 è posto in una tasca formata dai residui 1054-1056 e 1196-1200 di H34 e 964-967 di H31. Le basi 1196 e 1054, formano una giuntura che trattiene le tetracicline attraverso interazioni idrofobiche.
- Tet-2 è localizzato in una tasca idrofobica di S4 ed è il solo sito di legame della tetraciclina non coinvolto nell'interazione con l'rRNA 16S.[10] Questa tasca di legame è formata da un motivo elica-loop-elica (residui 78-98 e 185-192); Arg 187 e Lys85, che non sono coinvolte nell'interazione con l'RNA, chiudono la tasca di legame dal lato idrofilo delle tetracicline.
- Tet-3 è sito dentro H40.  La tetraciclina interagisce con U1159 di H40, che è rivolta verso il tetraloop di H40 e i residui di RNA adiacenti al tetraloop (1146/47 e 1153/54).
- Tet-4 è localizzato in una cavità formata da H29, H30 e H43. Esso interagisce con le basi di RNA a livello dei residui 941-943 di H29 e 1342/43 di H43. Inoltre, Tet-4 interagisce con lo scheletro dell'RNA a livello dei residui 1349/50 di H43 e G1233 di H30. Una Glutammina124 all'estremità C-terminale di S9 chiude la cavità tra H30 e H43.
- Tet-5 è posizionata in una tasca piuttosto impermeabile, racchiusa tra H11, H20, H27, e S17. Il lato idrofilo della tetraciclina interagisce con lo scheletro di fosfato-zucchero dei residui 894/895 nella switch region (porzione di gene deputata al riarrangiamento e che quindi induce la commutazione di classe delle Ig) di H27 e con le basi U244, C245 e A246 di H11. La base G761 in H20 delimita l'altro lato della tasca. I residui 99-101 nel tratto C-terminale di S17, che è unico nei batteri termofili, sono anch'essi coinvolti nel legame.
- Tet-6 è localizzato vicino al sito-E, in una cavità delimitata da Arg4 e Arg5 all'estremità N-terminale di S7, Arg120 di S9 e le eliche H28, H34, H38 e H43 dell'rRNA 16S. Le interazioni tra rRNA e Tet-6 interessano esclusivamente lo scheletro dell'RNA e sono coordinate dallo ione magnesio bivalente, in modo similare a quello osservato con Tet-1. Queste interazioni coinvolgono i residui G933 e C934 di H28, G1186 che collega H34 e H38 e U1345 e A1346 nel loop-E di H43. Il legame della tetraciclina al sito Tet-6 è determinato dall'interazione della tetraciclina con le regioni a singolo filamento di RNA 16S e con i prolungamenti di S7 e S9.

Questi studi hanno permesso di verificare la presenza di sei siti di legame per le tetracicline sulla subunità ribosomiale 30S, siti che però non sembrano possedere tratti strutturali comuni.
L'interrogativo che gli studiosi si sono posti è, quali siti potrebbero riguardare la traduzione e in che misura essi sarebbero coinvolti nell'azione inibitoria delle tetracicline.
Tet-1, il sito con il più alto grado di occupazione, interferisce con il sito-A, prevenendo fisicamente il legame del tRNA al sito-A. Questa interazione rispecchia il meccanismo d'azione classico delle tetracicline, offrendo una chiara spiegazione dell'effetto batteriostatico di questi antibiotici.

## Farmacoresistenza
La resistenza alle tetracicline è mediata da vari meccanismi:
- Efflusso energia-dipendente del complesso tetraciclina-catione attraverso la membrana cellulare mediante le proteine di efflusso.
- Proteine di protezione ribosomiale.

Accanto a questi due meccanismi principali, ne sono stati descritti altri:
- Inattivazione enzimatica delle tetracicline.
- Mutazioni geniche nell'rRNA 16S interessanti il sito di legame delle tetracicline. In questo studio, è stato isolato un ceppo (181) tetraciclina-resistente di H. pylori da pazienti di 72 anni, dispeptici. Dal genoma batterico, i ricercatori, hanno selezionato 12 geni, come potenziali candidati, per la loro omologia con altri geni tetraciclina-resistenti trovati in altri batteri. Questi geni sono stati utilizzati per la trasformazione genetica del ceppo tetraciclina-sensibile 26695 per identificare le mutazioni responsabili della resistenza.  Si è potuto allora constatare, che la resistenza del ceppo 181 di H. pylori alle tetracicline è mediata da una sostituzione AGA926-928→ TTC, presente in entrambe le copie di rRNA 16S. La tetraciclina ha un sito primario e uno secondario di legame alla subunità ribosomiale 30S.  Il sito primario di legame è formato dai residui da 1054 a 1056 e da 1196 a 1200 dell'elica 34 e dai residui da 964 a 967 dell'elica 31. I residui 1054 e 1196 interagiscono con le tetracicline attraverso interazioni idrofobiche, anche se la maggior parte delle interazioni tra le tetracicline e i residui dell'rRNA 16S, coinvolge legami a idrogeno e ponti salini. Nel ceppo 181 tetraciclina-resistente di H. pylori, la sostituzione della tripletta di basi è localizzata a destra nel sito primario di legame delle tetracicline. Mutazioni in questo sito, riducono l'affinità antibiotico-ribosoma e l'efficacia della tetraciclina come inibitore traduzionale.
- Nei batteri, ci sono due meccanismi di resistenza alle tetracicline correlati al sito Tet-1.[9] In uno, la resistenza è mediata da proteine di protezione ribosomiale nell'altro è mediata dalla mutazione 1058G-C sull'rRNA 16S. Le proteine di protezione ribosomiale conferiscono resistenza alle tetracicline attraverso una riduzione dell’affinità dei ribosomi per le tetracicline o anche attraverso il distacco dal ribosoma dell'antibiotico legato. Le proteine di protezione quali, TetM, TetO e TetS, conferiscono resistenza solo a basse concentrazioni di tetracicline e mostrano omologia strutturale con i fattori di allungamento EF-G ed EF-Tu. È stato proposto che TetM si leghi al sito-A e determini per idrolisi del GTP il distacco della tetraciclina legata. La mutazione 1058G-C potrebbe, invece, impedire l'appaiamento di G1058 con U1199, determinando una modificazione conformazionale che risulterebbe nella chiusura della tasca di legame di Tet-1. Questa modificazione potrebbe essere ricondotta al rilascio di ioni magnesio bivalenti. Questi due meccanismi, dunque, riflettono l'importanza del sito di legame Tet-1 nell'ambito dell'azione antibiotica delle tetracicline. Per quanto riguarda il ruolo funzionale degli altri cinque siti, il legame della tetraciclina a Tet-4, 5 e 6 è testimoniato da evidenze biochimiche mentre non ci sono dati sui siti Tet-2 e 3.  Solo quattro proteine, chiamate S4 per Tet-2, S7 per Tet-6, S9 per Tet-4 e 6 e S17 per Tet-5, vengono a contatto con le tetracicline. S4, S7, S9 e S17 sono proteine di legame all'rRNA; S4 e S7 sono due proteine che incominciano l'assemblaggio della subunità 30S. Dunque, il legame delle tetracicline ai siti Tet-2, 4, 5 e 6 non influenzerebbe il processo di codificazione, ma potrebbe disturbare l'assemblaggio di nuove particelle 30S, contribuendo all'effetto inibente delle tetracicline. Questi studi hanno evidenziato la presenza di un vero e proprio blocco fisico del sito-A attraverso il legame della tetraciclina al sito Tet-1, ma soprattutto si è voluto ipotizzare che questi siti potrebbero contribuire sinergicamente all'effetto batteriostatico delle tetracicline. Si è visto come la resistenza alle tetracicline limiti molto l'uso di questi antibiotici.

- Nei batteri gram-negativi, la resistenza alle tetracicline risulta dall'esportazione del complesso [MgTc]+, mediante la proteina di efflusso TetA, costituita da 12α eliche transmembrana con un'ansa centrale che connette le eliche transmembrana 6 e 7 e che è incastrata nella membrana citoplasmatica; l'espressione di TetA è sotto il controllo trascrizionale del repressore delle tetracicline (TetR). Il repressore, in assenza del complesso, lega sequenze palindromiche di un operatore (tetO1,2)[11] bloccando l'espressione dei geni tetA e tetR che codificano per la proteina di efflusso delle tetracicline TetA. Il legame del complesso [MgTc]+ al repressore abolisce questa interazione, permettendo così la trascrizione dei geni tetR e tetA e quindi l'insorgenza della resistenza alle tetracicline. Una elevata espressione di TetA, però, è letale per la cellula batterica perché causa il trasporto cationico aspecifico collassando il potenziale della membrana citoplasmatica. Per tenere sotto controllo l'espressione di TetA, quindi, è necessario il legame di TetR a tetO, che rappresenta il più efficiente sistema inducibile di regolazione trascrizionale. È stata individuata la struttura cristallizzata del repressore in complesso con un frammento di 15 paia di basi di tetO, con una risoluzione di 2.5 Ǻ. Ciascuna catena polipeptidica del repressore omodimerico, costituito cioè da due identici dimeri, è ripiegata in 10 alfa eliche; i domini leganti il DNA sono formati da 3 alfa eliche (α1- α3 in blu); le eliche della rigida impalcatura sono α5, α8, α10 e le eliche sottoposte a modificazioni conformazionali, in seguito a induzione, sono α4, α6, α9. La regolazione del repressore avviene nel nucleo dell'omodimero, formato dalle eliche, da α5 a α10 e da α5' a α10'; la porzione N-terminale dell'elica α4 (residui 48-63) partecipa alla parte idrofobica del dominio di legame del DNA e lo collega al dominio di regolazione del TetR. La parte centrale del dominio regolatore consiste di α eliche antiparallele α8 e α10 e la coppia correlata α8' e α10'. Il legame del complesso [MgTc]+ al repressore riduce l'affinità del repressore per tetO di nove ordini di grandezza. Dopo l'ingresso del complesso nel repressore, l'anello A della tetraciclina è ancorato mediante legami a idrogeno che si stabiliscono tra i suoi gruppi funzionali e le catene laterali di His 64 (porzione C-terminale di α4) Asn82, Phe86 e Gln116(α7); la componente idrofobica della tetraciclina è reclutata dalle catene laterali delle eliche α7, α8 e α9. L'induttore [MgTc]+ così legato nel nucleo del repressore, determina dei cambiamenti conformazionali, grazie alla coordinazione con lo ione Mg2+, che causano lo srotolamento della porzione C-terminale e lo shift dell'elica α6, con una rotazione di cinque gradi dell'elica α4. Questo moto pendolare dell'elica α4 aumenta la distanza tra i domini di legame del DNA di 3 Ǻ, abolendo l'affinità del repressore per il suo DNA operatore. Uno studio abbastanza recente, ha messo in evidenza, proprio nell'ambito della resistenza alle tetracicline, un'aumentata incidenza di resistenza a questo antibiotico nell'Helicobacter pylori[12]. Le tetracicline, sono usate più spesso come una linea secondaria di trattamento.

## Somministrazione e tossicità
Le tetracicline possono essere assunte con i pasti, tuttavia essendo chelanti presentano problemi con gli alimenti contenenti calcio e magnesio (principalmente latte e derivati) e anche con farmaci, quali gli antiacidi contenenti cationi divalenti, che possono ridurne l'assorbimento a livello gastrointestinale. Possono dare tossicità gastrointestinale, renale, epatica e centrale, eritema da fotosensibilizzazione e per la loro capacità chelante, si accumulano nelle ossa (provocando malformazioni scheletriche) e nei denti (che assumono un colore giallo). È quindi sconsigliata la somministrazione ai bambini e a donne in gravidanza. Le tetracicline devono inoltre essere usate con cautela in pazienti con anamnesi o predisposizione a candidosi orale; il loro uso può anche aumentare l'incidenza di candidosi vaginale.
La loro struttura chimica è basata su 4 anelli condensati (tipo tetracene), parzialmente idrogenati, recanti gruppi ossidrilici, chetonici, un gruppo dimetilamminico e uno ammidico.

Tutti i gruppi ossidrile hanno orientazione α, ovvero sporgono dal piano degli anelli verso l'osservatore; grazie all'orientazione anch'essa α del gruppo N(CH3)2 possono formare chelati.
Se somministrate tra il quarto mese e il sesto anno di vita possono portare a colorazione Giallo-Brunastra degli elementi dentari (soprattutto incisivi). Il chelato con il magnesio si ritiene essere responsabile dell'interazione con la subunità 30S del ribosoma, quello con il ferro dell'inibizione della biosintesi di collagene per interferenza con la procollagene idrossilasi.